# Одинокий герой
«Одинокий герой» — дебютный студийный альбом российской хеви-метал-группы «Натиск», выпущенный в 2002 году.

## История
Композиции «Каждый час», «Агония», «Ты не ангел» были сочинены ещё в те времена, когда группа называлась «Агония». Позже благодаря Владимиру Нечаеву коллектив был переименован в «Натиск». В середине 2001 года группа решила записать альбом. Был заключён контракт с лейблом «Moroz Records». Релиз вышел в сентябре 2002 года.

## Список композиций
| №   | Название                          | Текст песни | Музыка      | Длительность |
| --- | --------------------------------- | ----------- | ----------- | ------------ |
| 1.  | «Натиск»                          | В. Нечаев   | Кирилл Thor | 4:20         |
| 2.  | «Агония»                          | С. Жуков    | С. Жуков    | 4:31         |
| 3.  | «Одинокий герой»                  | В. Нечаев   | В. Нечаев   | 3:35         |
| 4.  | «Девушка-рок»                     | В. Нечаев   | В. Нечаев   | 5:10         |
| 5.  | «Беглец»                          | А. Денисов  | В. Нечаев   | 4:04         |
| 6.  | «Я буду ждать»                    | Е. Беляев   | Е. Беляев   | 5:42         |
| 7.  | «Каждый час»                      | Е. Беляев   | А. Денисов  | 4:30         |
| 8.  | «Ты не ангел»                     | А. Денисов  | А. Денисов  | 3:38         |
| 9.  | «Ты не умеешь летать!»            | Е. Беляев   | Е. Беляев   | 4:58         |
| 10. | «Война»                           | В. Нечаев   | В. Нечаев   | 4:18         |
| 11. | «Свободен как птица (бонус-трек)» | А. Денисов  | Е. Беляев   | 5:58         |

## Участники записи
- Андрей Денисов — вокал, бас-гитара
- Евгений Беляев — гитара
- Владимир Нечаев — гитара
- Сергей Засецкий — барабаны